# Mexico International 1960
Die Mexico International 1959 im Badminton fanden vom 8. bis zum 11. April 1960 Mexiko-Stadt statt.

## Finalergebnisse
| Disziplin    | Sieger                                    | Finalist                         | Ergebnis     |
| ------------ | ----------------------------------------- | -------------------------------- | ------------ |
| Herreneinzel | Teh Kew San                               | Finn Kobberø                     | 15–7, 15–7   |
| Dameneinzel  | Pat Gallagher                             | Mildred Sirwaitis                |              |
| Herrendoppel | Teh Kew San Lim Say Hup                   | Joe Alston Manuel Armendariz     | 15–7, 15–4   |
| Damendoppel  | Carmela Martinez Maria Eugenia de del Rio | Carolina Allier Ernestina Rivera | 15–11, 15–12 |
| Mixed        | Manuel Armendariz Mildred Sirwaitis       | Lim Say Hup Mary Connor          | 15–11, 15–12 |